# Discografia degli Weezer
In questa pagina è presente l'intera discografia degli Weezer.

## Album

### Album in studio
| Titolo                                | Dettagli                                                                                        | Posizione massima | Posizione massima | Posizione massima | Posizione massima | Posizione massima | Posizione massima | Posizione massima | Posizione massima | Posizione massima | Posizione massima | Certificazione                                                  |
| Titolo                                | Dettagli                                                                                        | US                | AUS               | AUT               | CAN               | GER               | IRL               | NOR               | NZ                | SWE               | UK                | Certificazione                                                  |
| ------------------------------------- | ----------------------------------------------------------------------------------------------- | ----------------- | ----------------- | ----------------- | ----------------- | ----------------- | ----------------- | ----------------- | ----------------- | ----------------- | ----------------- | --------------------------------------------------------------- |
| Weezer (The Blue Album)               | - Pubblicato: May 10, 1994 - Etichetta: DGC, Geffen - Formati: CD, CS, LP                       | 16                | —                 | —                 | 10                | 61                | —                 | 35                | 6                 | 8                 | 23                | - RIAA: 3× Platino - BPI: Oro - MC: 3× Platino - RIANZ: Platino |
| Pinkerton                             | - Pubblicato: September 24, 1996 - Etichetta: DGC, Geffen - Formati: CD, CS, LP                 | 19                | 38                | 41                | 15                | 65                | —                 | 18                | 11                | 4                 | 43                | - RIAA: Platino - BPI: Argento - MC: Oro                        |
| Weezer (The Green Album)              | - Pubblicato: May 15, 2001 - Etichetta: DGC, Geffen - Formati: CD, CS, LP, digital download     | 4                 | 25                | 15                | 2                 | 21                | 53                | 7                 | 25                | 8                 | 31                | - RIAA: Platino - BPI: Oro                                      |
| Maladroit                             | - Pubblicato: May 14, 2002 - Etichetta: DGC, Geffen - Formati: CD, LP, digital download         | 3                 | 11                | 22                | 2                 | 29                | 15                | 4                 | —                 | 22                | 16                | - RIAA: Oro                                                     |
| Make Believe                          | - Pubblicato: May 10, 2005 - Etichetta: DGC, Geffen - Formati: CD, LP, digital download         | 2                 | 19                | 17                | 1                 | 32                | 7                 | 7                 | 20                | 15                | 11                | - RIAA: Platino - MC: Platino                                   |
| Weezer (The Red Album)                | - Pubblicato: June 3, 2008 - Etichetta: DGC, Interscope - Formati: CD, LP, digital download     | 4                 | 21                | 39                | 2                 | 60                | 27                | 21                | 15                | —                 | 21                |                                                                 |
| Raditude                              | - Pubblicato: November 3, 2009 - Etichetta: DGC, Interscope - Formati: CD, LP, digital download | 7                 | 36                | —                 | 10                | 94                | —                 | 36                | —                 | —                 | 80                |                                                                 |
| Hurley                                | - Pubblicato: September 14, 2010 - Etichetta: Epitaph - Formati: CD, LP, digital download       | 6                 | 55                | —                 | 11                | 63                | 64                | 29                | 34                | —                 | 49                |                                                                 |
| Everything Will Be Alright in the End | - Pubblicato: October 7, 2014 - Etichetta: Republic - Formati: CD, LP, digital download         | 5                 | 45                | —                 | 10                | 95                | 34                | —                 | 33                | —                 | 37                |                                                                 |
| Weezer (The White Album)              | - Pubblicato: April 1, 2016 - Etichetta: Atlantic - Formati: CD, LP, digital download           | 4                 | 28                | 51                | 10                | 51                | 27                | —                 | 28                | —                 | 24                |                                                                 |
| Pacific Daydream                      | - Pubblicato: October 27, 2017 - Etichetta: Atlantic - Formati: CD, LP, digital download        | 23                | 64                | —                 | 41                | —                 | —                 | —                 | —                 | —                 | 68                |                                                                 |
| Weezer (The Teal Album)               | - Pubblicato: January 24, 2019 - Etichetta: Atlantic - Formati: CD, LP, digital download        | 5                 | 49                | —                 | 48                | —                 | 66                | —                 | 29                | —                 | 60                |                                                                 |
| Weezer (The Black Album)              | - Pubblicato: March 1, 2019 - Etichetta: Atlantic - Formati: CD, LP, digital download           | —                 | —                 | —                 | —                 | —                 | —                 | —                 | —                 | —                 | —                 |                                                                 |
| Van Weezer                            | - Pubblicato: May 15, 2020 - Etichetta: Atlantic - Formati: CD, LP, digital download            |                   |                   |                   |                   |                   |                   |                   |                   |                   |                   |                                                                 |

### Raccolte
| Titolo                    | Dettagli                                                                              |
| ------------------------- | ------------------------------------------------------------------------------------- |
| Death to False Metal      | - Pubblicato: 2 novembre 2010 - Etichetta: Geffen - Formati: CD, LP, digital download |
| iTunes Originals – Weezer | - Pubblicato: 9 novembre 2010 - Etichetta: DGC - Formati: Digital download            |

### Album video
| Titolo                                                            | Dettagli                                              | Posizione massima | Certificazioni |
| Titolo                                                            | Dettagli                                              | US Video          | Certificazioni |
| ----------------------------------------------------------------- | ----------------------------------------------------- | ----------------- | -------------- |
| Weezer - Video Capture Device: Treasures from the Vault 1991-2002 | - Pubblicato: 2004 - Etichetta: Geffen - Formati: DVD | 1                 | - RIAA: Oro    |

## EP
| Anno | Titolo                                                                                    |
| ---- | ----------------------------------------------------------------------------------------- |
| 1997 | The Good Life - Pubblicato: primavera del 1997 - Registrazione live - Formato: CD         |
| 2000 | Christmas EP                                                                              |
| 2002 | The Lion and the Witch - Pubblicato: 24 settembre 2002 - Registrazione live - Formato: CD |
| 2005 | Winter Weezerland - Pubblicato: 13 dicembre 2005 - Format: download digitale da iTunes    |
| 2008 | Six Hits - Pubblicato: novembre 2008 - Format: CD, esclusiva di Best Buy                  |
| 2008 | Christmas with Weezer - Pubblicato: 16 dicembre 2008 - Formato: CD                        |
| 2010 | ...Happy Record Store Day! - Pubblicato: 17 aprile 2010 - Formato: CD                     |
| 2022 | SZNZ: Spring - Pubblicato: 20 marzo 2022 - Formato: CD                                    |
| 2022 | SZNZ: Summer - Pubblicato: 21 giugno 2022 - Formato: CD                                   |
| 2022 | SZNZ: Autumn - Pubblicato: 22 settembre 2022 - Formato: CD                                |
| 2022 | SZNZ: Winter - Pubblicato: 21 dicembre 2022 - Formato: CD                                 |

## Singoli
| Anno | Titolo                                                           | Posizione in classifica | Posizione in classifica | Posizione in classifica | Posizione in classifica | Album                   |
| Anno | Titolo                                                           | US Hot 100              | US Modern Rock          | US Mainstream Rock      | UK Singles Chart        | Album                   |
| ---- | ---------------------------------------------------------------- | ----------------------- | ----------------------- | ----------------------- | ----------------------- | ----------------------- |
| 1994 | "Undone (The Sweater Song)"                                      | numero 57               | numero 6                | numero 30               | numero 35               | Weezer                  |
| 1995 | "Buddy Holly"                                                    | -                       | numero 2                | numero 34               | numero 12               | Weezer                  |
| 1995 | "Say It Ain't So"                                                | -                       | numero 7                | -                       | numero 37               | Weezer                  |
| 1996 | "El Scorcho"                                                     | -                       | numero 19               | -                       | numero 50               | Pinkerton               |
| 1997 | "The Good Life"                                                  | -                       | numero 35               | -                       | -                       | Pinkerton               |
| 1997 | "Pink Triangle"                                                  | -                       | -                       | -                       | -                       | Pinkerton               |
| 2001 | "Hash Pipe"                                                      | -                       | numero 2                | numero 24               | numero 21               | Weezer                  |
| 2001 | "Island in the Sun"                                              | -                       | numero 11               | -                       | numero 31               | Weezer                  |
| 2001 | "Photograph"                                                     | -                       | numero 17               | -                       | -                       | Weezer                  |
| 2002 | "Dope Nose"                                                      | -                       | numero 8                | -                       | -                       | Maladroit               |
| 2002 | "Keep Fishin'"                                                   | -                       | numero 15               | -                       | numero 29               | Maladroit               |
| 2005 | "Beverly Hills"                                                  | numero 10               | numero 1 (1 week)       | numero 26               | numero 9                | Make Believe            |
| 2005 | "We Are All on Drugs"                                            | -                       | numero 10               | numero 40               | numero 47               | Make Believe            |
| 2005 | "Perfect Situation"                                              | -                       | numero 15               | -                       | -                       | Make Believe            |
| 2006 | "This Is Such a Pity"                                            | -                       | -                       | -                       | -                       | Make Believe            |
| 2008 | "Pork and Beans"                                                 | -                       | -                       | -                       | -                       | Weezer (The Red Album)  |
| 2008 | "Troublemaker"                                                   | -                       | -                       | -                       | -                       | Weezer (The Red Album)  |
| 2008 | "The Greatest Man That Ever Lived (Variations on a Shaker Hymn)" | -                       | -                       | -                       | -                       | Weezer (The Red Album)  |
| 2009 | "(If You're Wondering If I Want You To) I Want You To"           | -                       | -                       | -                       | -                       | Raditude                |
| 2010 | "I'm Your Daddy"                                                 | -                       | -                       | -                       | -                       | Raditude                |
| 2010 | "Represent"                                                      | -                       | -                       | -                       | -                       | Singolo                 |
| 2010 | "Memories"                                                       | -                       | -                       | -                       | -                       | Hurley                  |
| 2017 | "Feels Like Summer"                                              | -                       | -                       | -                       | -                       | Pacific Daydream        |
| 2017 | "Happy Hour"                                                     | -                       | -                       | -                       | -                       | Pacific Daydream        |
| 2018 | "Africa"                                                         | -                       | -                       | -                       | -                       | Weezer (The Teal Album) |
| 2019 | "The End of The Game"                                            | -                       | -                       | -                       | -                       | Van Weezer              |

## B-side
| Anno | Canzone                                  | Lato A                      |
| ---- | ---------------------------------------- | --------------------------- |
| 1994 | "Mykel & Carli"                          | "Undone - The Sweater Song" |
| 1994 | "Susanne"                                | "Undone - The Sweater Song" |
| 1994 | "My Evaline"                             | "Undone - The Sweater Song" |
| 1994 | "My Name Is Jonas" (live)                | "Buddy Holly"               |
| 1994 | "Surf Wax America" (live)                | "Buddy Holly"               |
| 1994 | "Jamie"                                  | "Buddy Holly"               |
| 1995 | "No One Else" (live acoustic)            | Say It Ain't So             |
| 1995 | "Jamie" (live acoustic)                  | Say It Ain't So             |
| 1996 | "You Gave Your Love To Me Softly"        | "El Scorcho"                |
| 1996 | "Devotion"                               | "El Scorcho"                |
| 1996 | "Waiting On You"                         | "The Good Life"             |
| 1996 | "I Just Threw Out the Love of My Dreams" | "The Good Life"             |
| 1996 | "Pink Triangle" (live acoustic)          | "Pink Triangle"             |
| 2001 | "I Do"                                   | "Hash Pipe"                 |
| 2001 | "Starlight"                              | "Hash Pipe"                 |
| 2001 | "Hash Pipe" (Jimmy Pop remix)            | "Hash Pipe"                 |
| 2001 | "Oh Lisa"                                | "Island in the Sun"         |
| 2001 | "Always"                                 | "Island in the Sun"         |
| 2001 | "Sugar Booger"                           | "Island in the Sun"         |
| 2001 | "Brightening Day"                        | "Island in the Sun"         |
| 2001 | "Teenage Victory Song"                   | "Island in the Sun"         |
| 2001 | "Christmas Celebration"                  | "Photograph"                |
| 2002 | "Living Without You"                     | "Dope Nose"                 |
| 2005 | "Butterfly" (live)                       | "Beverly Hills"             |
| 2005 | "Island in the Sun" (live)               | "Beverly Hills"             |
| 2005 | "Beverly Hills" (Urbanix Mix)            | "We Are All On Drugs"       |
| 2005 | "Burndt Jam" (Live)                      | "We Are All On Drugs"       |

## Varie
| Anno | Canzone                           | Album                                                              | Commenti |
| ---- | --------------------------------- | ------------------------------------------------------------------ | --- |
| 1994 | "Jamie"                           | DGC Rarities, Vol. 1                                               | È anche presente nella versione deluxe di The Blue Album |
| 1995 | "Susanne"                         | Colonna sonora di Mallrats                                         | È anche presente nella versione deluxe di The Blue Album |
| 1995 | "You Gave Your Love to Me Softly" | Angus motion picture soundtrack                                    | Una versione remixata di Pinkerton |
| 1998 | "American Girls"                  | Meet the Deedles motion picture soundtrack                         | Questa canzone è stata realizzata sotto il nome di Homie (una collaborazione tra tutti i membri dei Weezer, dei Cake and Soul Coughing)                                                             |
| 1998 | "Mykel and Carli"                 | benefit compilation CD Hear You Me! - a tribute to mykel and carli | Dedicata a Mykel e Carli Allan, che erano diretti in macchina presso un fan club dei Weezer prima di essere uccisi in un incidente d'auto. È anche presente nella versione deluxe di The Blue Album |
| 1999 | "Velouria"                        | Where Is My Mind? A Tribute to the Pixies                          | Cover di una canzone dei Pixies del 1990. |
| 2002 | "O Lisa"                          | WWF Tough Enough 2 colonna sonora                                  | B-side di Green Album |
| 2003 | "Worry Rock"                      | A Different Shade of Green: Tribute to Green Day                   | Cover di una canzone dei Green Day del 1997. |
| 2003 | "Why Bother?" (Live)              | Petra Haden Benefit Record                                         | Tutti i ricavati di questo live album sono stati dati come contributo per aiutare Petra Haden, membro dei That Dog, nelle sue cure mediche per l'incidente stradale ad essa avvenuto.               |
| 2003 | "You Won't Get With Me Tonight"   | Buddyhead Records compilation Gimme Skelter                        | Un demo, in origine pensato per l'album Songs from the Black Hole, che in seguito venne abbandonato, registrato nel 1995.                                                                           |

## Videografia

### Videoclip
| Anno | Titolo                      | Regia                                            |
| ---- | --------------------------- | ------------------------------------------------ |
| 1994 | "Undone (The Sweater Song)" | Spike Jonze                                      |
| 1994 | "Buddy Holly"               | Spike Jonze                                      |
| 1995 | "Say It Ain't So"           | Sophie Muller                                    |
| 1996 | "El Scorcho"                | Mark Romanek                                     |
| 1996 | "The Good Life"             | Jonathan Dayton and Valerie Faris                |
| 1997 | "Pink Triangle"             | Karl Koch                                        |
| 2001 | "Hash Pipe"                 | Marcos Siega                                     |
| 2001 | "Island in the Sun"         | Marcos Siega (Version 1) Spike Jonze (Version 2) |
| 2001 | "Photograph"                | Karl Koch                                        |
| 2002 | "Dope Nose"                 | Marcos Siega                                     |
| 2002 | "Keep Fishin'"              | Marcos Siega                                     |
| 2005 | "Beverly Hills"             | Marcos Siega                                     |
| 2005 | "We Are All on Drugs"       | Justin Francis                                   |
| 2006 | "Perfect Situation"         | Marc Webb                                        |

### Apparizioni in compilation
- 2001 - MTV: TRL Christmas